# (400903) 2010 RB165
(400903) 2010 RB165 es un asteroide perteneciente al cinturón de asteroides, descubierto el 9 de septiembre de 2010 por el equipo del Spacewatch desde el Observatorio Nacional de Kitt Peak, Arizona, Estados Unidos.

## Designación y nombre
Designado provisionalmente como 2010 RB165.

## Características orbitales
2010 RB165 está situado a una distancia media del Sol de 2,768 ua, pudiendo alejarse hasta 3,023 ua y acercarse hasta 2,513 ua. Su excentricidad es 0,092 y la inclinación orbital 6,668 grados. Emplea 1682,62 días en completar una órbita alrededor del Sol.

## Características físicas
La magnitud absoluta de 2010 RB165 es 16,5.